# 劍佑
劍佑，本名林建佑，（1976年—），是一位台灣四格漫畫家，平時喜歡研究歷史，把深奧難懂的硬梆梆歷史，改編成幽默爆笑的內容是他最大興趣。現有作品，歡樂水滸傳的遊戲角色設計，與漫畫夢話隋唐、夢話三國。

## 信條
- 歷史可以不是硬梆梆的東西，也可以很幽默很輕鬆的來看它。

## 作品一欄

### 四格漫畫
- 夢話隋唐
- 夢話三國（共八卷），出版社：宜新文化，已電子書化
- 夢話水滸
- 夢話西遊
- 極樂地獄
- 霹靂布袋戲－葉口笑傳

### 遊戲角色設計
- 歡樂水滸傳

## 外部連結
- 劍佑的夢話世界 - PChome 個人新聞台（页面存档备份，存于）
- 劍佑的夢話世界 - Yahoo!奇摩部落格